# Game Boy Advance

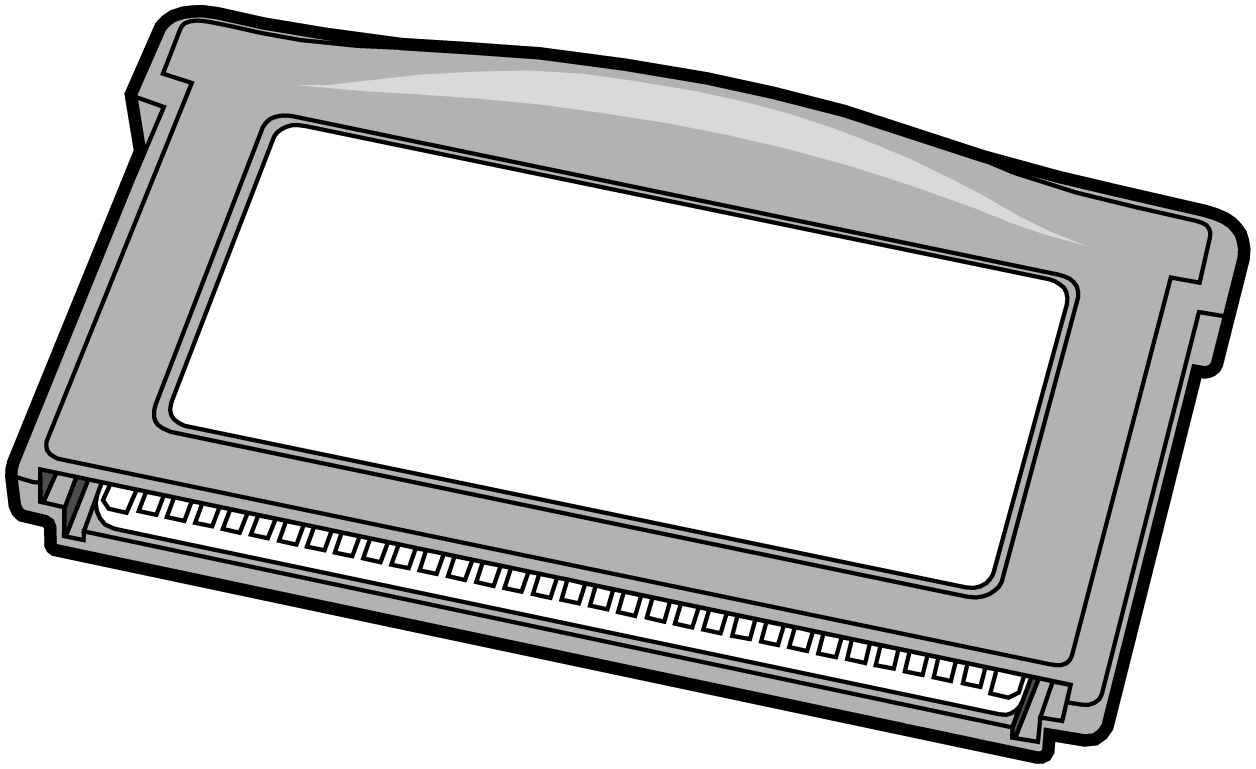
Spelkassett passande till Game Boy Advance

Game Boy Advance (GBA) är Nintendos uppföljare till Game Boy Color. Den finns även i en nyare modell, Game Boy Advance SP, med en annan design, belysning och uppladdningsbart batteri. Den släpptes i Japan den 21 mars 2001. I Storbritannien släpptes den i juni samma år. Det finns ytterligare en modell av Advance som heter Game Boy Micro den lanserades hösten 2005.

## Processor
I Game Boy Advance sitter en speciellt anpassad 32-bitars 16,8MHz ARM-processor (ARM7TDMI) av RISC-typ som kan hantera både 2D- och simulerad 3D-grafik. I konsolen finns även en äldre Z80-processor på 8,4MHz för bakåtkompatibilitet med äldre Game Boyspel. Endast en processor kan vara aktiv åt gången.

## Skärm
Den inbyggda skärmen är 2,9 tum, har ett widescreen-format och kan visa 32 768 färger samtidigt. Upplösningen är 240 × 160. 

## Multiplayer
Med Game Boy Advance Game Link-kablar (och i vissa fall trådlösa adaptrar) kan flera spelare koppla ihop sina Game Boy Advance-maskiner och spela med eller mot varandra i spel med flerspelarfunktion.

## Bakåtkompatibilitet
Game Boy Advance är bakåtkompatibel med alla äldre Game Boy-spel tack vare den inbyggda Z80-processorn (gäller även Game Boy Advance SP).

## Koppla ihop medNintendo GameCube
Med tillbehöret Game Boy Advance Cable går det att koppla ihop Game Boy Advance med Nintendo GameCube och på så sätt få ut mer av vissa spel, till exempel The Legend of Zelda: The Wind Waker och Metroid Prime. Det går inte att spela Game Boy-spel med detta tillbehör på en GameCube. För att spela Game Boy-spel på en GameCube behövs istället tillbehöret Game Boy Player.
Lista över spel som använder kopplingen mellan en Game Boy Advance och en GameCube:
- The Legend of Zelda: The Wind Waker
- The Legend of Zelda: Four Swords Adventures
- Metroid Prime
- Animal Crossing
- Mario Golf: Toadstool Tour
- Harvest Moon: A Wonderful Life
- Disney's Magical Mirror Starring Mickey Mouse

## Spel
Utöver nya spel har även många gamla klassiker släppts till Game Boy Advance. Under 2004 släpptes 8 stycken NES-klassiker som till ex: The Legend of Zelda, Super Mario Bros och Excitebike. I början av 2005 släpptes ytterligare 4.

## Officiella tillbehör
- e-Reader
- Game Boy Advance - AC Adapter
- Game Boy Advance Cable – används för att koppla ihop en Game Boy Advance med en Gamecube.
- Game Boy Advance Wireless Adapter – används för att koppla ihop två eller flera Game Boy konsoler med varandra, förbindelsen sker trådlöst.
- Game Boy Link Cable – används för att koppla ihop två eller flera Game Boy konsoler med varandra.
- Play-Yan
- Nintendo MP3 Player

Källa: http://www.nintendo.se

### Fotnoter
1. ↑  ”Nintendo Game Boy Advance” (på engelska). BBC. 7 juni 2011. http://news.bbc.co.uk/cbbcnews/hi/newsid_1600000/newsid_1604400/1604447.stm. Läst 24 maj 2017.